# Mellieħa
Mellieħa és un municipi de Malta. En el cens de 2005 tenia 7676 habitants i una superfície de 22,6 km².
Està situat a la zona nord-est de l'illa i és el port principal de ferris cap a l'illa de Gozo. Va ser construïda pels britànics en un lloc deshabitat a causa dels atacs pirates. Com a referents turístics compta amb el Parc Popeie i la Torre de Santa Àgata, que forma part del conjunt de Torres Wignacourt i que es caracteritza pel seu color vermellós.

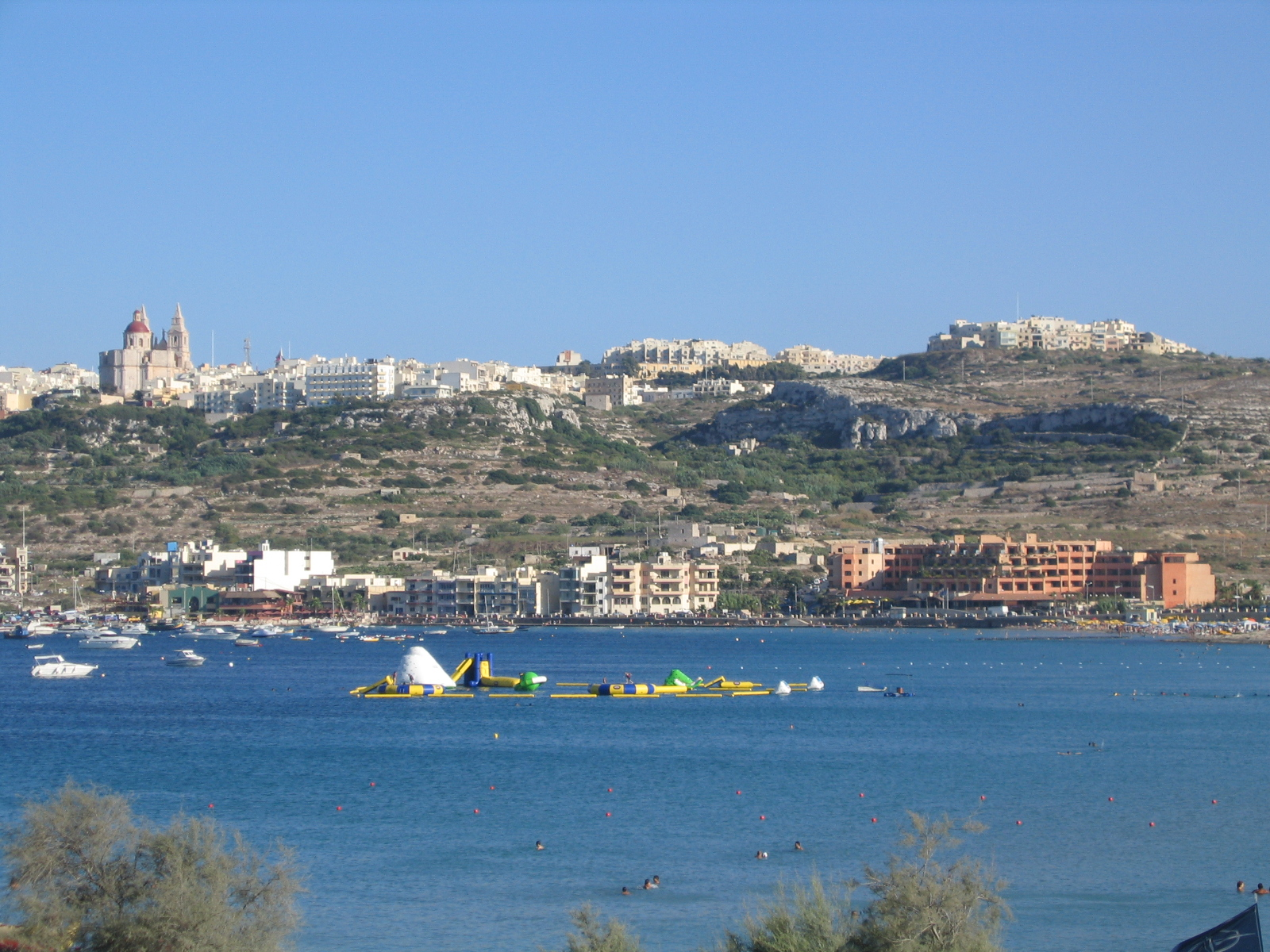
Badia de Melliena, amb l'església al capdamunt